# Formuła 2 – Bahrain 2018
Runda Formuły 2 na torze Bahrain International Circuit – inaugurująca runda mistrzostw Formuły 2 w sezonie 2018.

## Wyniki

### Sesja treningowa
| Nr | Kierowca    | Konstruktor | Czas     | Okr. |
| -- | ----------- | ----------- | -------- | ---- |
| 16 | Arjun Maini | Trident     | 1:44,549 | 12   |

### Kwalifikacje
Źródło: fiaformula2.com
| Poz. | Nr | Kierowca            | Konstruktor                     | Czas     | Poz. s. |
| ---- | -- | ------------------- | ------------------------------- | -------- | ------- |
| 1    | 19 | Lando Norris        | Carlin                          | 1:41,761 | 1       |
| 2    | 8  | George Russell      | ART Grand Prix                  | 1:41,823 | 2       |
| 3    | 5  | Alexander Albon     | DAMS                            | 1:41,850 | 3       |
| 4    | 4  | Nyck de Vries       | Petramina Prema Theodore Racing | 1:41,880 | 4       |
| 5    | 20 | Louis Delétraz      | Charouz Racing System           | 1:42,174 | 5       |
| 6    | 18 | Sérgio Sette Câmara | Carlin                          | 1:42,221 | 6       |
| 7    | 12 | Nirei Fukuzumi      | BWT Arden                       | 1:42,246 | 7       |
| 8    | 2  | Tadasuke Makino     | Russian Time                    | 1:42,264 | 8       |
| 9    | 7  | Jack Aitken         | ART Grand Prix                  | 1:42,282 | 9       |
| 10   | 11 | Maximilian Günther  | BWT Arden                       | 1:42,336 | 10      |
| 11   | 21 | Antonio Fuoco       | Charouz Racing System           | 1:42,342 | 11      |
| 12   | 14 | Luca Ghiotto        | Campos Vexatec Racing           | 1:42,414 | 12      |
| 13   | 9  | Roberto Merhi       | MP Motorsport                   | 1:42,423 | PIT     |
| 14   | 16 | Arjun Maini         | Trident                         | 1:42,437 | 13      |
| 15   | 6  | Nicholas Latifi     | DAMS                            | 1:42,447 | 14      |
| 16   | 10 | Ralph Boschung      | MP Motorsport                   | 1:42,460 | 15      |
| 17   | 1  | Artiom Markiełow    | Russian Time                    | 1:42,816 | PIT     |
| 18   | 17 | Santino Ferrucci    | Trident                         | 1:42,818 | 16      |
| 19   | 3  | Sean Gelael         | Petramina Prema Theodore Racing | 1:43,016 | 17      |
| 20   | 15 | Roy Nissany         | Campos Vexatec Racing           | 1:43,350 | 18      |
| Poz. | Nr | Kierowca            | Konstruktor                     | Czas     | Poz. s. |

Uwagi
1. ↑  Z powodu awarii na starcie Roberto Merhi miał wystartować z pit lane, lecz ostatecznie nie wystartował.
2. ↑  Z powodu awarii na starcie Artiom Markiełow startował z pit lane.

### Główny wyścig

#### Wyścig
Źródło: fiaformula2.com
| P                                                     | + / –     | Nr | Kierowca            | Konstruktor                     | Okr. | Czas / Strata | Komentarz  |
| ----------------------------------------------------- | --------- | -- | ------------------- | ------------------------------- | ---- | ------------- | ---------- |
| 1                                                     | Bez zmian | 19 | Lando Norris        | Carlin                          | 31   | 57:46,206     |            |
| 2                                                     | 4         | 18 | Sérgio Sette Câmara | Carlin                          | 31   | +0:08,321     |            |
| 3                                                     | 17        | 1  | Artiom Markiełow    | Russian Time                    | 31   | +0:08,532     |            |
| 4                                                     | 1         | 5  | Alexander Albon     | DAMS                            | 31   | +0:09,349     |            |
| 5                                                     | 3         | 8  | George Russell      | ART Grand Prix                  | 31   | +0:13,947     |            |
| 6                                                     | 2         | 4  | Nyck de Vries       | Petramina Prema Theodore Racing | 31   | +0:14,661     |            |
| 7                                                     | 10        | 3  | Sean Gelael         | Petramina Prema Theodore Racing | 31   | +0:19,326     |            |
| 8                                                     | 2         | 11 | Maximilian Günther  | BWT Arden                       | 31   | +0:22,573     |            |
| 9                                                     | Bez zmian | 7  | Jack Aitken         | ART Grand Prix                  | 31   | +0:28,559     |            |
| 10                                                    | 5         | 10 | Ralph Boschung      | MP Motorsport                   | 31   | +0:31,585     |            |
| 11                                                    | 3         | 6  | Nicholas Latifi     | DAMS                            | 31   | +0:35,514     |            |
| 12                                                    | Bez zmian | 14 | Luca Ghiotto        | Campos Vexatec Racing           | 31   | +0:44,273     |            |
| 13                                                    | 8         | 20 | Louis Delétraz      | Charouz Racing System           | 31   | +0:49,429     |            |
| 14                                                    | 2         | 17 | Santino Ferrucci    | Trident                         | 31   | +0:55,424     |            |
| 15                                                    | 2         | 16 | Arjun Maini         | Trident                         | 31   | +0:57,453     |            |
| 16                                                    | 2         | 15 | Roy Nissany         | Campos Vexatec Racing           | 31   | +1:27,436     |            |
| 17                                                    | 6         | 21 | Antonio Fuoco       | Charouz Racing System           | 31   | +1:47,169     |            |
| 18                                                    | 11        | 12 | Nirei Fukuzumi      | BWT Arden                       | 31   | +1:50,462     |            |
| 19                                                    | 11        | 2  | Tadasuke Makino     | Russian Time                    | 30   | +1 okr.       |            |
| Nie wystartowali / niedopuszczeni do ponownego startu |           |    |                     |                                 |      |               |            |
|                                                       |           | 9  | Roberto Merhi       | MP Motorsport                   | 0    |               | hydraulika |
| P                                                     | + / –     | Nr | Kierowca            | Konstruktor                     | Okr. | Czas / Strata | Komentarz  |

#### Najszybsze okrążenie
| Nr | Kierowca     | Konstruktor | Czas     | Okr. |
| -- | ------------ | ----------- | -------- | ---- |
| 19 | Lando Norris | Carlin      | 1:48,072 | 19   |

### Sprint

#### Wyścig
Źródło: fiaformula2.com
| P  | + / – | Nr | Kierowca            | Konstruktor                     | Okr. | Czas / Strata | Komentarz |
| -- | ----- | -- | ------------------- | ------------------------------- | ---- | ------------- | --------- |
| 1  | 5     | 1  | Artiom Markiełow    | Russian Time                    | 23   | 42:42,161     |           |
| 2  | 1     | 11 | Maximilian Günther  | BWT Arden                       | 23   | +0:02,105     |           |
| 3  | 4     | 18 | Sérgio Sette Câmara | Carlin                          | 23   | +0:03,803     |           |
| 4  | 4     | 19 | Lando Norris        | Carlin                          | 23   | +0:05,043     |           |
| 5  | 2     | 4  | Nyck de Vries       | Petramina Prema Theodore Racing | 23   | +0:10,265     |           |
| 6  | 6     | 14 | Luca Ghiotto        | Campos Vexatec Racing           | 23   | +0:15,696     |           |
| 7  | 3     | 10 | Ralph Boschung      | MP Motorsport                   | 23   | +0:23,511     |           |
| 8  | 10    | 12 | Nirei Fukuzumi      | BWT Arden                       | 23   | +0:24,582     |           |
| 9  | 4     | 20 | Louis Delétraz      | Charouz Racing System           | 23   | +0:25,194     |           |
| 10 | 1     | 6  | Nicholas Latifi     | DAMS                            | 23   | +0:25,687     |           |
| 11 | 9     | 9  | Roberto Merhi       | MP Motorsport                   | 23   | +0:25,804     |           |
| 12 | 5     | 21 | Antonio Fuoco       | Charouz Racing System           | 23   | +0:26,638     |           |
| 13 | 8     | 5  | Alexander Albon     | DAMS                            | 23   | +0:31,759     |           |
| 14 | 1     | 16 | Arjun Maini         | Trident                         | 23   | +0:36,793     |           |
| 15 | 1     | 15 | Roy Nissany         | Campos Vexatec Racing           | 23   | +0:43,989     |           |
| 16 | 14    | 3  | Sean Gelael         | Petramina Prema Theodore Racing | 23   | +0:57,845     |           |
| 17 | 2     | 2  | Tadasuke Makino     | Russian Time                    | 23   | +1:03,819     |           |
| 18 | 9     | 7  | Jack Aitken         | ART Grand Prix                  | 23   | +1:39,757     |           |
| 19 | 15    | 8  | George Russell      | ART Grand Prix                  | 22   | +1 okr.       |           |
| 20 | 6     | 17 | Santino Ferrucci    | Trident                         | 22   | +1 okr.       |           |
| P  | + / – | Nr | Kierowca            | Konstruktor                     | Okr. | Czas / Strata | Komentarz |

#### Najszybsze okrążenie
| Nr | Kierowca      | Konstruktor                     | Czas     | Okr. |
| -- | ------------- | ------------------------------- | -------- | ---- |
| 4  | Nyck de Vries | Petramina Prema Theodore Racing | 1:47,711 | 11   |

## Klasyfikacja po zakończeniu rundy

### Kierowcy
| P  | +/− | Kierowca            | Starty | Punkty | P1 | P2 | P3 | PP | NO | NS |
| -- | --- | ------------------- | ------ | ------ | -- | -- | -- | -- | -- | -- |
| 1  | N   | Lando Norris        | 2      | 39     | 1  | –  | –  | 1  | 1  | –  |
| 2  | N   | Artiom Markiełow    | 2      | 30     | 1  | –  | 1  | –  | –  | –  |
| 3  | N   | Sérgio Sette Câmara | 2      | 28     | –  | 1  | 1  | –  | –  | –  |
| 4  | N   | Maximilian Günther  | 2      | 16     | –  | 1  | –  | –  | –  | –  |
| 5  | N   | Nyck de Vries       | 2      | 16     | –  | –  | –  | –  | 1  | –  |
| 6  | N   | Alexander Albon     | 2      | 12     | –  | –  | –  | –  | –  | –  |
| 7  | N   | George Russell      | 2      | 10     | –  | –  | –  | –  | –  | –  |
| 8  | N   | Sean Gelael         | 2      | 6      | –  | –  | –  | –  | –  | –  |
| 9  | N   | Luca Ghiotto        | 2      | 4      | –  | –  | –  | –  | –  | –  |
| 10 | N   | Ralph Boschung      | 2      | 3      | –  | –  | –  | –  | –  | –  |
| 11 | N   | Jack Aitken         | 2      | 2      | –  | –  | –  | –  | –  | –  |
| 12 | N   | Nirei Fukuzumi      | 2      | 1      | –  | –  | –  | –  | –  | –  |
| 13 | N   | Louis Delétraz      | 2      | 0      | –  | –  | –  | –  | –  | –  |
| 14 | N   | Nicholas Latifi     | 2      | 0      | –  | –  | –  | –  | –  | –  |
| 15 | N   | Roberto Merhi       | 1      | 0      | –  | –  | –  | –  | –  | –  |
| 16 | N   | Antonio Fuoco       | 2      | 0      | –  | –  | –  | –  | –  | –  |
| 17 | N   | Arjun Maini         | 2      | 0      | –  | –  | –  | –  | –  | –  |
| 18 | N   | Santino Ferrucci    | 2      | 0      | –  | –  | –  | –  | –  | –  |
| 19 | N   | Roy Nissany         | 2      | 0      | –  | –  | –  | –  | –  | –  |
| 20 | N   | Tadasuke Makino     | 2      | 0      | –  | –  | –  | –  | –  | –  |
| P  | +/− | Kierowca            | Starty | Punkty | P1 | P2 | P3 | PP | NO | NS |

### Zespoły
| P  | +/− | Konstruktor                     | Starty | Punkty | P1 | P2 | P3 | PP | NO | NS |
| -- | --- | ------------------------------- | ------ | ------ | -- | -- | -- | -- | -- | -- |
| 1  | N   | Carlin                          | 4      | 67     | 1  | 1  | 1  | 1  | 1  | –  |
| 2  | N   | Russian Time                    | 4      | 30     | 1  | –  | 1  | –  | –  | –  |
| 3  | N   | Petramina Prema Theodore Racing | 4      | 22     | –  | –  | –  | –  | 1  | –  |
| 4  | N   | BWT Arden                       | 4      | 17     | –  | 1  | –  | –  | –  | –  |
| 5  | N   | DAMS                            | 4      | 12     | –  | –  | –  | –  | –  | –  |
| 6  | N   | ART Grand Prix                  | 4      | 12     | –  | –  | –  | –  | –  | –  |
| 7  | N   | Campos Vexatec Racing           | 3      | 4      | –  | –  | –  | –  | –  | –  |
| 8  | N   | MP Motorsport                   | 4      | 3      | –  | –  | –  | –  | –  | –  |
| 9  | N   | Charouz Racing System           | 4      | 0      | –  | –  | –  | –  | –  | –  |
| 10 | N   | Trident                         | 4      | 0      | –  | –  | –  | –  | –  | –  |
| P  | +/− | Konstruktor                     | Starty | Punkty | P1 | P2 | P3 | PP | NO | NS |